# Carl Klingspor
Carl Gustaf Adolph Klingspor, född 18 november 1847 i Skärkinds församling, Östergötlands län, död 1 februari 1911 i Råbäck i Medelplana församling, Västergötland var en svensk friherre och politiker, han var bror till Philip Klingspor och gift med friherrinnan Louise Silfverschiöld. Deras son Wilhelm Klingspor var förste hovjägmästare och medgrundare till Kinnevik.

## Biografi
Carl Klingspor föddes 1847 på Skörtinge i Skärkinds socken. Han var son till löjtnanten Otto Klingspor vid Svea livgarde och Matilda Ulrika Maria Montgomery. Klingspor blev 3 april 1865 kadett vid Militärhögskolan Karlberg och utexaminerades 16 maj 1868. Han ingick 20 maj 1868 som underlöjtnant vid Göta artilleriregemente och blev 6 september 175 löjtnant. Klingspor avancerade 4 maj 1883 till kapten, men övergick 13 november 1885 till reservartilleriet. Han utnämndes 15 maj 1891 till riddare av Svärdsorden och tog 9 juni 1893 avsked ur krigstjänsten. Han utnämndes 1 december 1898 till riddare av Nordstjärneorden 30 november 1901 till kommendör av Vasaorden andra klassen och 1 december 1905 till kommendör av Vasaorden första klassen. Klingspor blev 1 december 1907 hovmarskalk. Han avled 1911 i Ulricehamn och begravdes på Medeplana kyrkogård.
Klingspor, som genom gifte blivit ägare till Råbäck i Västergötland samt flera andra stora egendomar, var intresserad av jordbruks-, industriella och andra affärsföretag och kom att inta en mycket framskjuten ställning bland de mest ihärdiga protektionisterna i riksdagen. Från 1890 års riksdag representerade Klingspor Skaraborgs läns valkrets i första kammaren och var därunder ledamot av statsutskottet (1896), bevillningsutskottet (1897–1909) samt särskilda utskotten för försvarsfrågan 1901 och för rösträttsfrågan 1907. 1894–1895 och 1905–1907 var Klingspor statsrevisor. Han var verksam vid stiftandet av Sveriges agrarförbund (senare Sveriges lantmannaförbund) och var i många år förbundets ordförande.

### Egendom
Klingspor ägde Råbäck, Helledal och Österäng i Medelplana socken, Fullösa och Forshem i Forshems socken, Kymsbergs trämassefabrik i Gräsmarks socken och Stora Sundby slott i Öja socken. Under en tid ägde han även Kusta i Vallentuna socken och Örbyhus i Vendels socken.

### Familj
Klingspor gifte sig 27 december 1879 i Stockholm med friherrinnan Sofia Lovisa Silfverschiöld (född 1859), dotter till kabinettskammarherren, friherre Carl Otto Silfverschiöld och friherrinnan Ulrika Vilhelmina Teresia Lovisa Charlotta von Platen. De fick tillsammans barnen hovjägmästaren Wilhelm Klingspor (1880–1963), hovstallmästaren Gustaf Adolf Klingspor (1882–1964) och kammarherren Bogislav Klingspor (1887–1961).

## Råbäcks turisthotell
I början av 1880-talet lät Klingspor bygga Råbäcks turisthotell, av arkitekten Adrian C. Peterson. Det hade sin glanstid från invigningen till 1960-talet. 1982 revs de byggnader som fortfarande fanns kvar eftersom de hade fått förfalla.

### Uppslagsverk
- Tvåkammarriksdagen 1867–1970, band 4, sid. 332. Almqvist & Wiksell International 1990.